# Arenigobius leftwichi
Arenigobius leftwichi är en fiskart som först beskrevs av Ogilby, 1910.  Arenigobius leftwichi ingår i släktet Arenigobius och familjen smörbultsfiskar. Inga underarter finns listade i Catalogue of Life.